# 瑞士國慶日

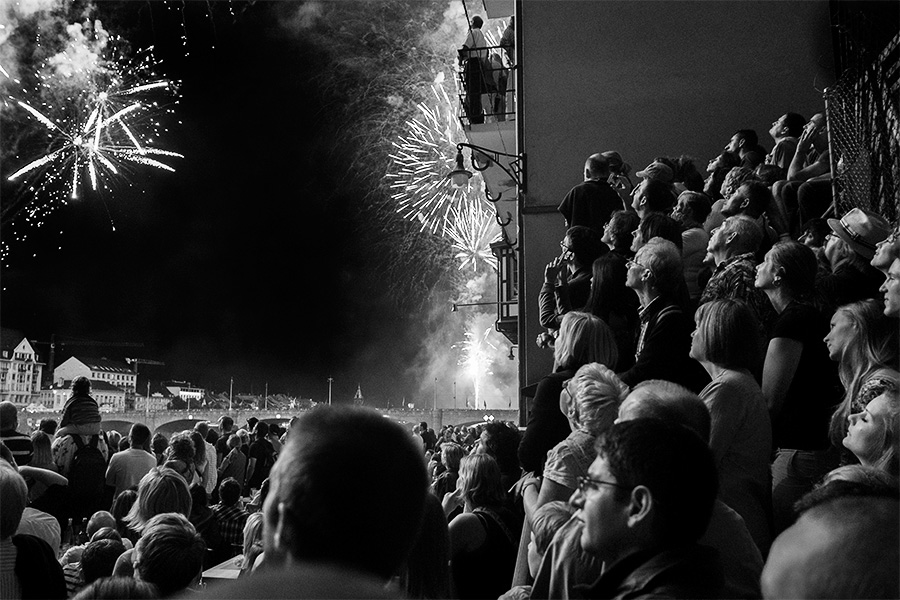
瑞士國慶日

瑞士國慶日（羅曼什語：Fiasta naziunala Svizra），是在每年的8月1日。源自於1291年聯邦憲章中所提及的「八月初」（primo incipiente mense Augusto）。1891年在瑞士伯恩首度慶祝其600周年紀念。它取代了先前較為著名、發生在1307年11月8日的Rütlischwur。
在經由1993年9月26日的公民投票後，自1994年起正式成為國定假日；在每年的8月1日，全國均會以提燈籠遊行、生營火、懸掛國旗和施放煙火等方式慶祝。

## 外部連結
- 瑞士國慶日(英文) （页面存档备份，存于）